# 塔斯廷 (密歇根州)
塔斯廷（英語：Tustin）是位於美國密歇根州奧西歐拉縣伯德爾鎮區的一個村。

## 人口
根據2020年美國人口普查的數據，塔斯廷的面積為1.00平方千米，當中陸地面積為1.00平方千米，而水域面積為0.00平方千米。當地共有人口270人，而人口密度為每平方千米270人。